# Hibiscus physaloides
Hibiscus physaloides är en malvaväxtart som beskrevs av Jean Baptiste Antoine Guillemin och Perr.. Hibiscus physaloides ingår i Hibiskussläktet som ingår i familjen malvaväxter. Inga underarter finns listade i Catalogue of Life.